# Zur jüdischen Frage
Zur jüdischen Frage ist ein Essay von Thomas Mann, der 1921 auf Anregung Efraim Frischs geschrieben, zu Lebzeiten des Autors allerdings nicht veröffentlicht wurde. Wie andere frühe und mittlere Abhandlungen über dieses Thema zeigt der Text eine grundsätzlich philosemitische Tendenz, wenn es auch Vorbehalte und Klischees gibt, die eine ambivalente Einstellung zum Judentum verraten und weiterhin Gegenstand der Forschung sind.

## Inhalt
Am Anfang des mit einer Briefanrede beginnenden Artikels kündigt der Autor an, sich nur auf Persönliches beschränken zu wollen, sei über den Gegenstand doch schon viel „Kluges“ und „Tiefdringendes“ gesagt worden und das Persönliche ohnehin die „Zuflucht derer“, welche die „Unerschöpfbarkeit der Dinge“ lebhaft empfinden würden. Die biographischen Tatsachen seines Lebens, an die er sich halten wolle, seien „judenfreundlich“.
So habe er unbewusst den Umgang mit jüdischen Klassenkameraden bevorzugt, die er auf eine Weise darstellt, die für die Forschung später von Interesse sein wird. So beschreibt er Ephraim Carlebach, seinen Schulkameraden aus dem Katharineum zu Lübeck, als ein quickes, „wenn auch nicht sehr reinliches“ „Rabbinersöhnchen“, „dessen große, kluge, schwarze Augen“ ihn gefreut hätten. Schon der Name sei erfüllt von der „Wüstenpoesie eben jener Stunde, von der seine Besonderheit ausgeschlossen war […] markanter und farbiger […] als Hans und Jürgen“. Ein anderer Freund namens Franz Fehér erscheint als „Typus, pronociert bis zur Häßlichkeit, mit platter Nase und früh dunkelndem Schnurrbartschatten“, dessen „fremdartig schleppende(r) Dialekt“ dem Autor interessanter erscheine als das gewöhnliche Waterkantische.
Mit dem „lustigen“ Sohn eines Schächters, der mit seinen Lächelfältchen „menschenfreundlich und ohne Arg“ gewesen sei, trat Thomas Mann der „Typus des durchaus vergnügten Juden“ entgegen. Diese Vergnügtheit sei als Grundverfassung unter Juden vermutlich häufiger als unter „Ur-Europäern“, ausgehend von einer beneidenswerten Fähigkeit zum Lebensgenuss, der sie für manche fortwirkende „äußere Benachteiligung wohl entschädigen“ möge.
Friedrich Wilhelm Riemer habe Johann Wolfgang von Goethes Verhältnis zum Judentum positiv beschrieben: Die Gebildeten seien meist zuvorkommender und hätten ihn und sein Werk tiefer verehrt als andere. „Ihre schnelle Auffassungsgabe, ihr penetranter Verstand“ und „eigentümlicher Witz“ prädestiniere sie zu einem besseren Publikum als die manchmal langsamen und „schwer begreifenden Echt- und Ur-Deutschen“.
Ebendies nun sei Thomas Manns Erfahrung, und wo sei der bedeutende Künstler und Schriftsteller, der sie nicht mit ihm teile? Unleugbar sei, dass Geistesprodukte, die nur „Echt- und Urdeutschen“ behagten, von Juden aber verschmäht würden, „kulturell nicht recht in Betracht kämen“. Das jüdische Publikum würde dabei nicht nur das ihm Verwandte stützen. An dieser Stelle setzt sich Thomas Mann von Adolf Bartels ab, einem völkischen Antisemiten, der behauptet hatte, dass ein Jude kein deutscher Dichter werden könne, während ein „Deutscher, der mit den Juden geht, sein Bestes“ verliere. Die These, Heinrich und Thomas Mann seien Juden, habe er indessen fallengelassen. Der „völkische Bartels“ unterliege einem törichten Irrtum, denn als „höheres Deutschtum“ komme nur in Betracht, was auch Juden gefalle.
Auf der anderen Seite, so gesteht Mann ein, sei es zwischen seiner und „der jüdischen … Natur … zu schlimmen Konflikten gekommen und mußte wohl dazu kommen“. Man habe einander „böses Blut gemacht“, eine Aussage, die sich auf Alfred Kerr und Theodor Lessing bezieht. „Die boshaftesten Stilisierungen“ und die „giftig-witzigsten Negation“ seiner Existenz seien von dort gekommen. Andererseits hätten Juden ihn auch entdeckt, verlegt und unterstützt. So sei es Samuel Lublinski gewesen, der den Buddenbrooks, die zunächst kritisch und abwartend beurteilt worden waren, verheißen habe, das Buch werde mit der Zeit wachsen und noch von Generationen gelesen werden. Bereise Thomas Mann die Welt, seien es fast ausnahmslos Juden, die ihn empfangen und beherbergen.
In seiner frühesten Stellungnahme zum Nationalsozialismus spricht er vom „Hakenkreuz-Unfug“, der, als plump-populärer Ausdruck einer kulturellen Reaktion, seiner Natur zuwider sei. In dem antisemitischen Treiben sei „keine Spur von Gerechtigkeit“. Frühe antisemitische Verschwörungstheorien zurückweisend hält Thomas Mann es für unmöglich, den „Ursprung des Weltelends“ zu datieren und zu sagen, „wo die Sackgasse begann“. Die Sündenbockgeschichte sei alt und tiefsinnig, so dass die Deutschen sie eigentlich verstehen sollten. Trage man die Sünde der Welt, zeuge es von wenig Stolz, „einen anderen in eine weitere Wüste schicken zu wollen“.

## Entstehung
Im August 1921 hatte der „Neue Merkur“ ein Heft mit Beiträgen über „die jüdische Frage“ herausgebracht. Efraim Frisch, der Herausgeber des Blattes, hatte am 27. Juli 1921 anlässlich eines Teegesprächs mit Thomas Mann „über das Judenproblem“ gesprochen. Später bat er ihn, einen Beitrag für ein weiteres Heft zu verfassen, wie Thomas Mann in einer Tagebuchnotiz vom 18. September 1921 festhielt. So schrieb der Autor seinen Aufsatz vom 21. September bis Anfang Oktober 1921, korrigierte ihn und las ihn am 17. Oktober zu Hause vor. Nach Angabe Thomas Manns reagierte seine Frau mit „Einspruch, Verstimmung und Erregung“ auf die „Vorlesung des Juden-Artikels“. Es habe ein „Hin- und her“ zwischen Frisch und dem Autor gegeben, ob man den Artikel streichen oder vernichten solle, bis er sich für letzteres entschieden habe.